# Bezirk Klagenfurt-Land
Der Bezirk Klagenfurt-Land (die Form Klagenfurt Land ist nicht offiziell) ist ein politischer Bezirk des österreichischen Bundeslands Kärnten.

## Angehörige Gemeinden

Der Bezirk Klagenfurt-Land umfasst 19 Gemeinden, darunter eine Stadtgemeinde und acht Marktgemeinden. In Klammern stehen die Einwohnerzahlen vom 1. Jänner 2024.
| Gemeinde                     | slowenisch                 | Lage | Ew    | km²    | Ew / km² | Gerichtsbezirk | Region   | Typ             | Metadaten         |
| ---------------------------- | -------------------------- | ---- | ----- | ------ | -------- | -------------- | -------- | --------------- | ----------------- |
| Ebenthal in Kärnten          | Žrelec                     |      | 8.243 | 54,98  | 150      | Klagenfurt     |          | Markt- gemeinde | Gem.Kennz.: 20402 |
| Feistritz im Rosental        | Bistrica v Rožu            |      | 2.533 | 71,73  | 35       | Ferlach        | Rosental | Markt- gemeinde | Gem.Kennz.: 20403 |
| Ferlach                      | Borovlje                   |      | 7.464 | 117,21 | 64       | Ferlach        | Rosental | Stadt- gemeinde | Gem.Kennz.: 20405 |
| Grafenstein                  | Grabštanj                  |      | 3.063 | 50,13  | 61       | Klagenfurt     |          | Markt- gemeinde | Gem.Kennz.: 20409 |
| Keutschach am See            | Hodiše ob jezeru           |      | 2.436 | 28,36  | 86       | Klagenfurt     |          | Gemeinde        | Gem.Kennz.: 20412 |
| Köttmannsdorf                | Kotmara vas                |      | 3.155 | 28,16  | 112      | Klagenfurt     |          | Gemeinde        | Gem.Kennz.: 20414 |
| Krumpendorf am Wörthersee    | Kriva Vrba                 |      | 3.525 | 11,88  | 297      | Klagenfurt     |          | Gemeinde        | Gem.Kennz.: 20415 |
| Ludmannsdorf                 | Bilčovs                    |      | 1.791 | 26,20  | 68       | Klagenfurt     |          | Gemeinde        | Gem.Kennz.: 20416 |
| Magdalensberg                | Štalenska gora             |      | 3.708 | 42,90  | 86       | Klagenfurt     |          | Markt- gemeinde | Gem.Kennz.: 20442 |
| Maria Rain                   | Žihpolje                   |      | 2.719 | 25,50  | 107      | Klagenfurt     |          | Gemeinde        | Gem.Kennz.: 20417 |
| Maria Saal                   | Gospa Sveta                |      | 4.006 | 34,82  | 115      | Klagenfurt     |          | Markt- gemeinde | Gem.Kennz.: 20418 |
| Maria Wörth                  | Otok                       |      | 1.648 | 17,40  | 95       | Klagenfurt     |          | Gemeinde        | Gem.Kennz.: 20419 |
| Moosburg                     | Možberk                    |      | 4.594 | 36,76  | 125      | Klagenfurt     |          | Markt- gemeinde | Gem.Kennz.: 20421 |
| Poggersdorf                  | Pokrče                     |      | 3.303 | 30,74  | 107      | Klagenfurt     |          | Markt- gemeinde | Gem.Kennz.: 20425 |
| Pörtschach am Wörther See    | Poreče ob Vrbskem jezeru   |      | 2.941 | 12,62  | 233      | Klagenfurt     |          | Gemeinde        | Gem.Kennz.: 20424 |
| Sankt Margareten im Rosental | Šmarjeta v Rožu            |      | 1.088 | 43,99  | 25       | Ferlach        | Rosental | Gemeinde        | Gem.Kennz.: 20428 |
| Schiefling am Wörthersee     | Škofiče                    |      | 2.681 | 28,64  | 94       | Klagenfurt     |          | Markt- gemeinde | Gem.Kennz.: 20432 |
| Techelsberg am Wörther See   | Teholica ob Vrbskem jezeru |      | 2.226 | 28,33  | 79       | Klagenfurt     |          | Gemeinde        | Gem.Kennz.: 20435 |
| Zell                         | Sele                       |      | 584   | 75,30  | 7,8      | Ferlach        |          | Gemeinde        | Gem.Kennz.: 20441 |

## Bevölkerung
Der Bezirk Klagenfurt-Land hat 61.708 Einwohner (Stand 2024). Landschaftlich prägend sind die Karawanken im Süden, die Drau und der Wörthersee. Das wichtigste Arbeitszentrum ist der Bezirk Klagenfurt Stadt, daneben ist Ferlach ein wichtiges Zentrum für den Arbeitsmarkt. Für die Orte um den Wörthersee ist der Tourismus wichtig.

### Einkommen, Arbeitslosigkeit
Das Durchschnittseinkommen im Bezirk ist deutlich unter dem Durchschnitt von Österreich und auch unter dem von Kärnten. Die Arbeitslosenquote ist fast identisch mit der von Österreich und deutlich unter der von Kärnten.
| Hier fehlt eine Grafik, die leoder im Moment aus technischen Gründen nicht angezeigt werden kann. Wir arbeiten daran! | Hier fehlt eine Grafik, die leoder im Moment aus technischen Gründen nicht angezeigt werden kann. Wir arbeiten daran! |

### Bildung

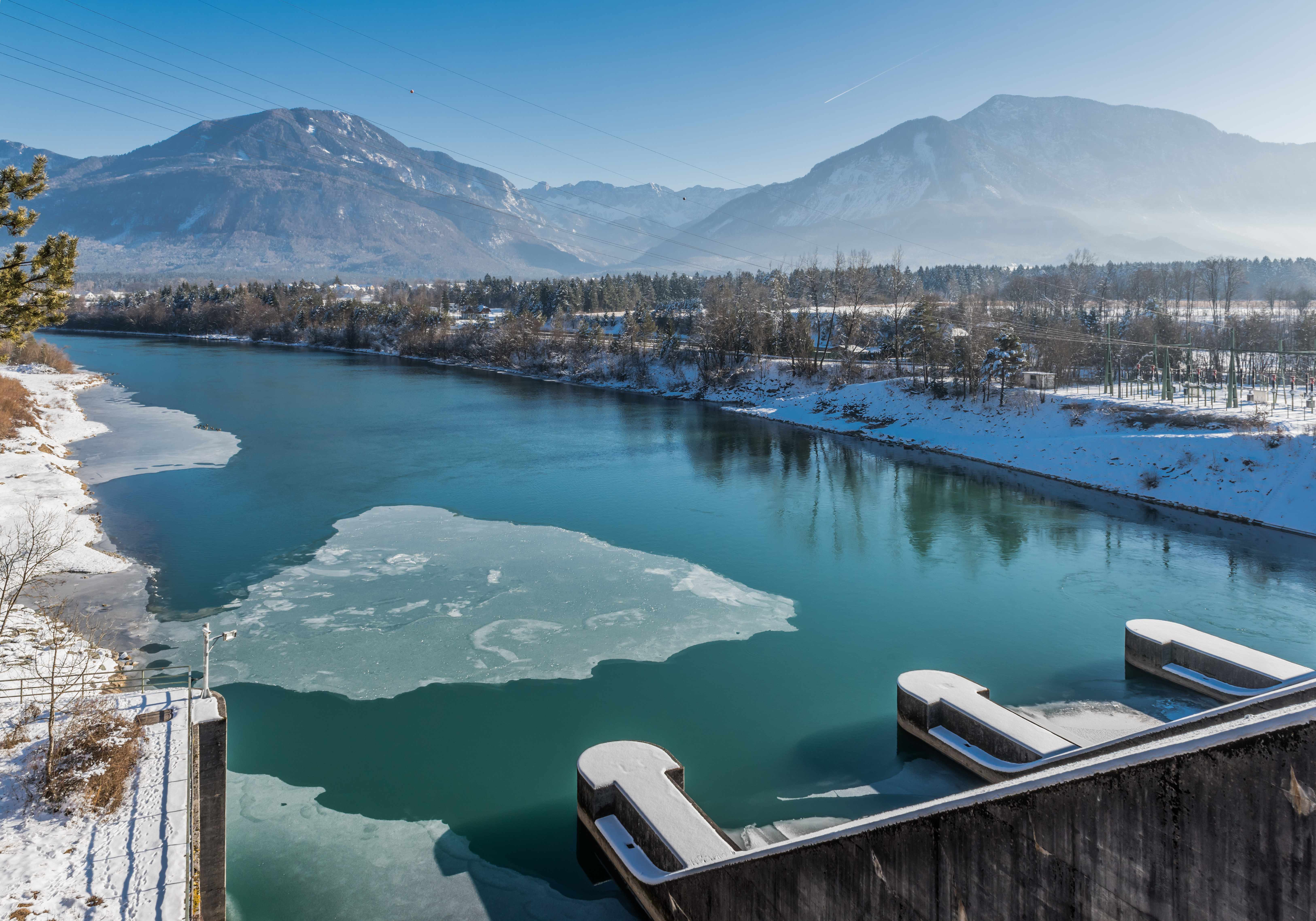
Drau vor den Karawanken

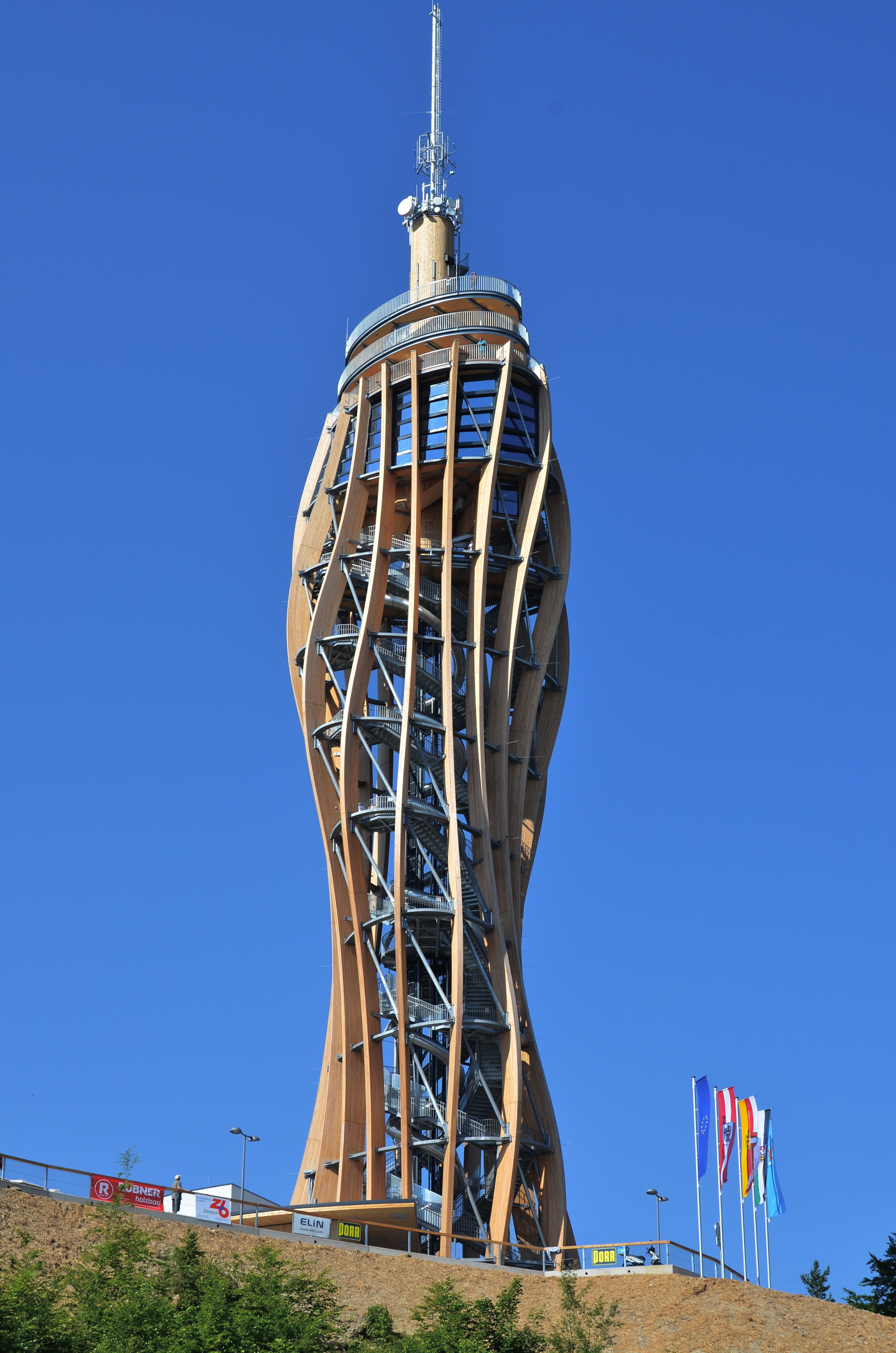
Aussichtsturm Pyramidenkogel

Der Trend zu höherer Bildung zeigt sich auch im Bezirk Klagenfurt-Land. Besonders auffällig ist der geringe Anteil an Pflichtschulabgängern, sowie der überdurchschnittlich hohe Anteil an Personen mit Matura und Hochschulabschluss:
| Hier fehlt eine Grafik, die leoder im Moment aus technischen Gründen nicht angezeigt werden kann. Wir arbeiten daran!Klagenfurt Land | Hier fehlt eine Grafik, die leoder im Moment aus technischen Gründen nicht angezeigt werden kann. Wir arbeiten daran!Kärnten | Hier fehlt eine Grafik, die leoder im Moment aus technischen Gründen nicht angezeigt werden kann. Wir arbeiten daran!Österreich |

## Wirtschaft

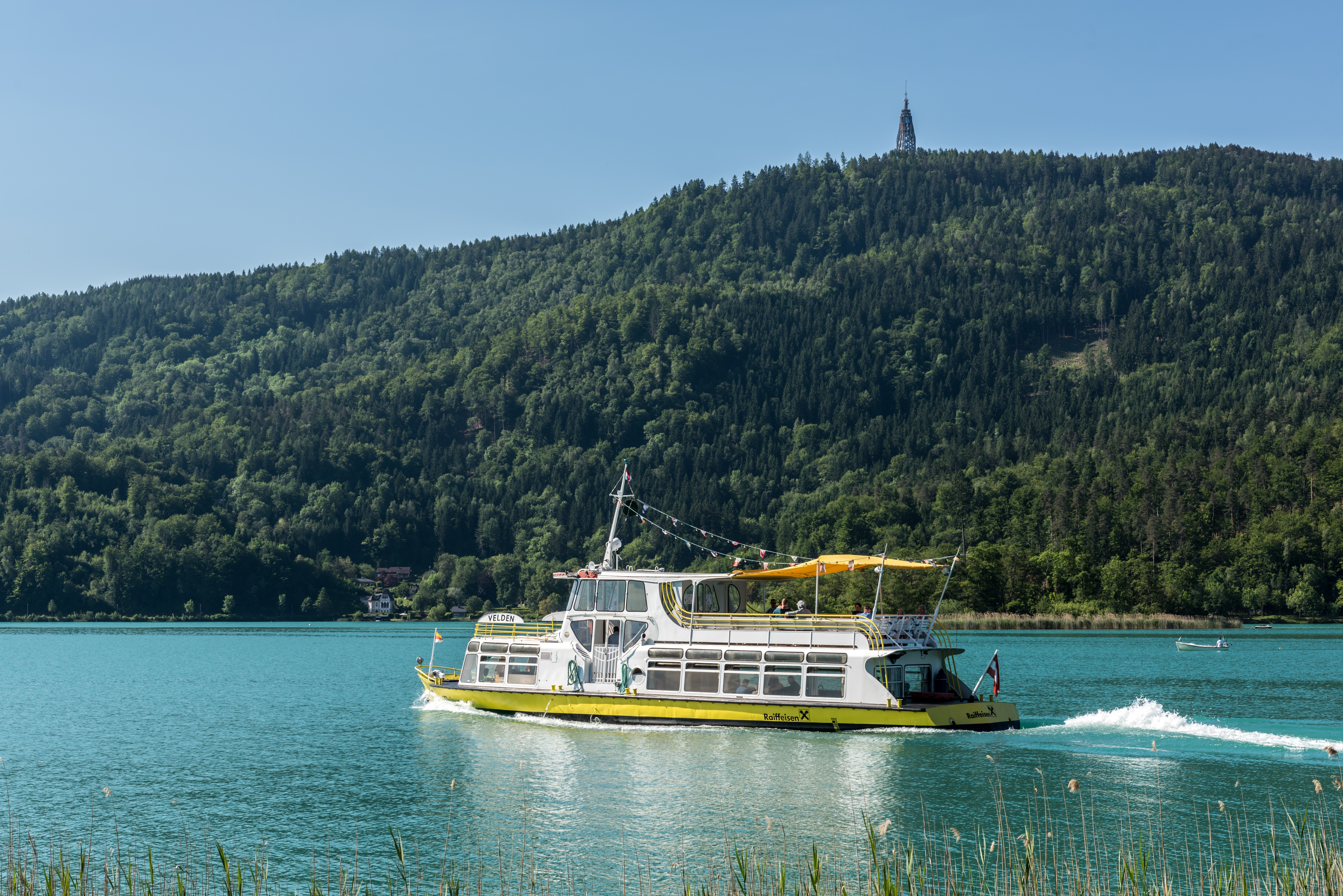
Wörthersee vor dem Pyramidenkogel

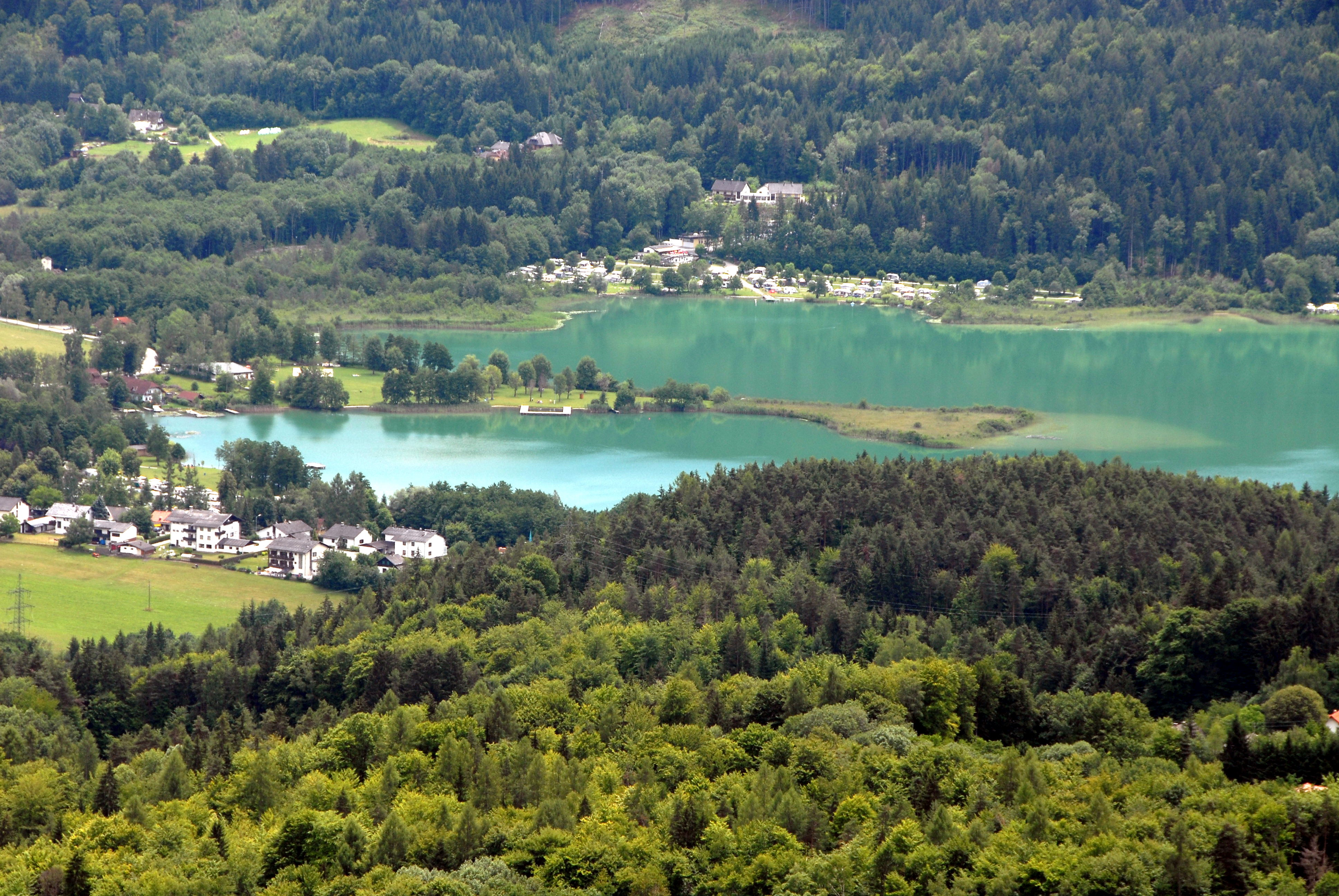
Keutschacher See

Im Bezirk Klagenfurt-Land ist die holzverarbeitende Industrie ein wichtiger Arbeitgeber, ebenso die Mineralölverarbeitung, die chemische und die pharmazeutische Industrie. Der zweite wichtige Wirtschaftsfaktor ist der Tourismus, vor allem in den Gemeinden am Wörthersee und am Keutschacher See.

### Wirtschaftsstruktur
Sehr stark ausgeprägt ist der Dienstleistungssektor, vor allem der Tourismus hat dabei eine zentrale Rolle. Im Bezirk gibt es relativ wenige Großbetriebe, Klein- und Kleinstbetriebe haben eine große Bedeutung.
| Hier fehlt eine Grafik, die leoder im Moment aus technischen Gründen nicht angezeigt werden kann. Wir arbeiten daran!Klagenfurt-Land | Hier fehlt eine Grafik, die leoder im Moment aus technischen Gründen nicht angezeigt werden kann. Wir arbeiten daran!Kärnten |

### Land- und Forstwirtschaft
Der Bezirk Klagenfurt-Land hatte im Jahr 2017 einen Rinderbestand von 16.203 Tieren, das sind weniger als 9 % des Kärntner Bestandes. Auch der Holzeinschlag war mit 258.000 Festmetern unter dem Kärntner Durchschnitt.

### Industrie, verarbeitendes Gewerbe, Herstellung von Waren
Die Industriebetriebe mit den meisten Beschäftigten im Bezirk Klagenfurt-Land sind (Stand 2016): Glock GmbH, Kostwein Maschinenbau GmbH, Bäckerei Wienerroither GmbH, Magna Auteca AG, Selida Krismayer GmbH.

Die Gemeinden mit den meisten Betrieben sind Ferlach und Ebenthal. Ferlach nützt seine Nähe zu Slowenien und hat erfolgreiche Firmen im Büchsenmacherbereich, wie die Marktführer Glock GmbH und die Hambrusch Jagdwaffen GmbH. Die Gemeinde Ebenthal hat seit 1990 mit einem Betriebsansiedlungsmodell vierzig Unternehmen auf einer neuen Gewerbezone ansiedeln können.
Anzahl der Betriebe je Gemeinde

### Fremdenverkehr
Der Fremdenverkehr spielt für die Gemeinden an den Seen eine wichtige Rolle. Überwiegen am Wörthersee die Gäste aus dem Ausland, so urlauben am Keutschacher See mehr als 60 % Österreicher.
Übernachtungen im Tourismusjahr 2017 (in Tausend)

### Infrastruktur / Verkehr

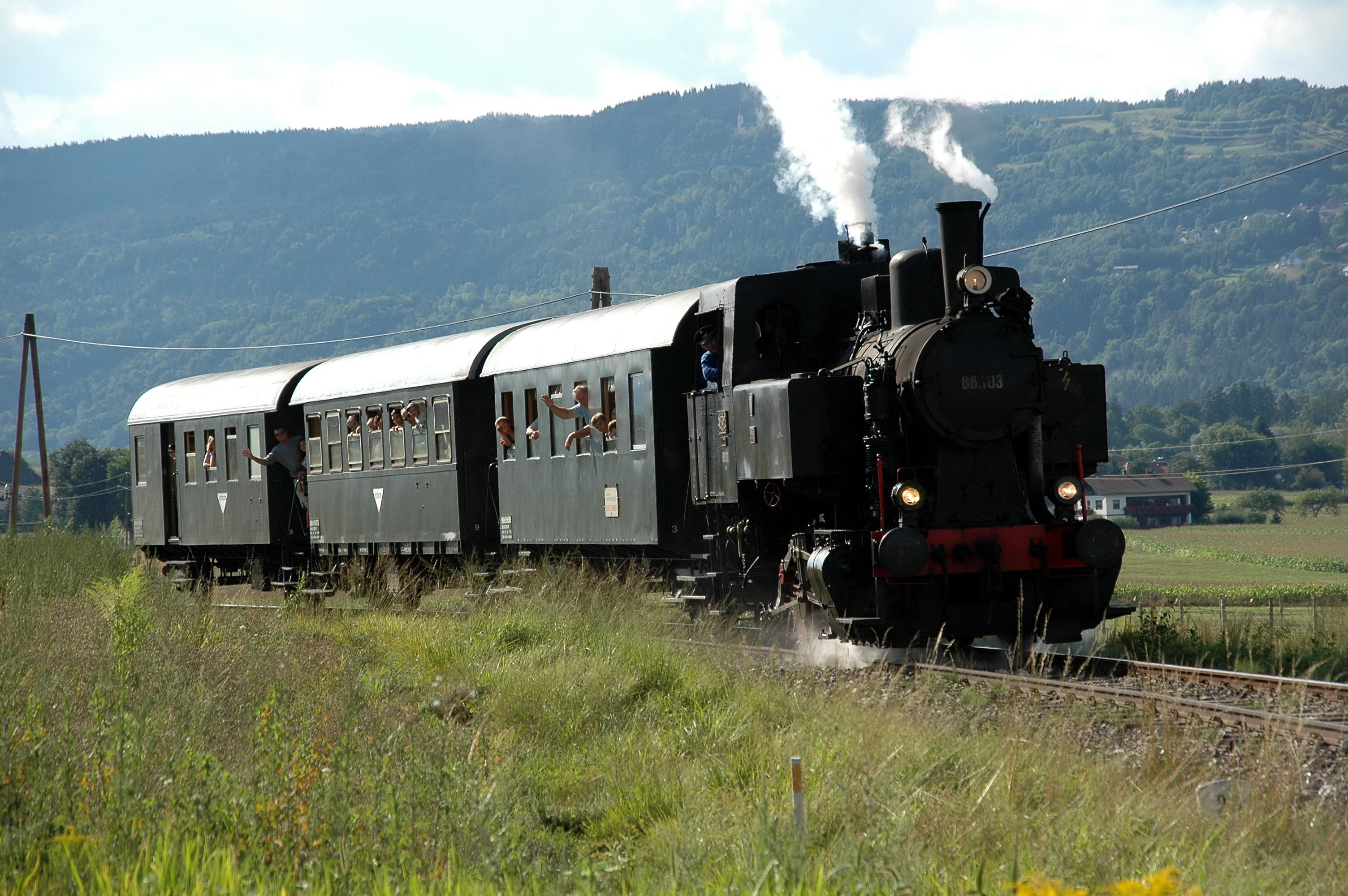
Rosentaler Dampfbummelzug

- Eisenbahn: Der zentrale Bahnhof befindet sich zwar im Bezirk Klagenfurt Stadt, aber auch der Bezirk Klagenfurt-Land hat ausgezeichnete Bahnverbindungen: Die Südbahn, die von Wien nach Klagenfurt und weiter nach Villach führt ist die Hauptverbindung. Daneben gibt es die Drautalbahn nach Osten nach Wolfsberg und Dravograd, sowie eine Stichbahn nach Süden bis Weizelsdorf mit Gütertransport nach Ferlach.
- Straße: Der Bezirk Klagenfurt-Land ist über die Süd Autobahn sowie die Schnellstraße Klagenfurter Schnellstraße S 37 gut nach Norden, Osten und Westen angebunden. Nach Süden führt die Bundesstraße B 1 über den Loiblpass nach Slowenien.[3]